# HAT-P-6
Désignations
HAT-P-6, aussi nommée Sterrennacht, est une étoile de la constellation d'Andromède, située à environ 895 années-lumière (274 parsecs) de la Terre. C'est une étoile jaune-blanc de la séquence principale, ce qui implique qu'elle est plus chaude et plus massive que le Soleil. La magnitude apparente est de +10,54, ce qui signifie qu'elle ne peut être visible qu'à travers un télescope. La magnitude absolue de +3,36 est plus brillante que celle du Soleil (qui est de +4,83), ce qui signifie que l'étoile elle-même est plus brillante que le Soleil.
Le nom Sterrennacht a été choisi dans le NameExoWorlds organisé par l'UAI d'après La Nuit étoilée de Vincent van Gogh.

## Système planétaire
HAT-P-6 b est une planète en transit découverte le 15 octobre 2007 par l'Hungarian Automated Telescope Network. La masse minimale de la planète est légèrement supérieure à celle de Jupiter à seulement 5,7 %, mais le rayon est 33 % plus grand, ce qui fait que la densité de la planète est de 0,45 g/cm3. Sa grande taille par rapport à sa masse provient de la grande quantité de chaleur reçue de l'étoile qui dilate l'atmosphère de la planète, catégorisée comme un « Jupiter chaud ». La période orbitale est de 3,852 985 jours et la distance de son étoile est de 0,052 35 UA. L'inclinaison de l'orbite par rapport à l'axe de rotation stellaire est d'environ 166°.
| Planète | Masse                 | Demi-grand axe (ua)         | Période orbitale (jours) | Excentricité | Inclinaison | Rayon            |
| ------- | --------------------- | --------------------------- | ------------------------ | ------------ | ----------- | ---------------- |
| b       | 1,106+0,039 −0,040 MJ | 0,052 39+0,000 80 −0,000 82 | 3,852 985 ± 0,000 005    | < 0,044      | 166 ± 10°   | 1,330 ± 0,061 RJ |